# كريس مونتيس
كريس مونتيس (بالإسبانية: Cris Montes)‏ هو لاعب كرة قدم إسباني في مركز الوسط، ولد في 10 أغسطس 1997 في تنريفي في إسبانيا. لعب مع الاتحاد الشعبي للانغريو ‏.

## وصلات خارجية
- كريس مونتيس على موقع Soccerway.com (الإنجليزية)